# Gmina Novigrad Podravski
Gmina Novigrad Podravski (chorw. Općina Novigrad Podravski) – gmina w Chorwacji, w żupanii kopriwnicko-kriżewczyńskiej. W 2011 roku liczyła  2872 mieszkańców.